# Partido Nacional Fascista

Bandera oficial del Partido.

El Partido Nacional Fascista (en italiano: Partito Nazionale Fascista, abreviado PNF) fue un partido político italiano de extrema derecha, máxima expresión del fascismo y única formación política legal durante la dictadura de Benito Mussolini, entre 1925 y 1943. El PNF fue fundado en Roma, el 7 de noviembre de 1921 por iniciativa de Mussolini al convertirse en partido los Fasci italiani di combattimento. 
El Partido Nacional Fascista tenía sus raíces en el nacionalismo italiano y en el deseo de restaurar y ampliar los territorios italianos, los cuales los fascistas italianos consideraban necesarios para que una nación pudiera afirmar su fuerza y su superioridad, y así evitar caer en la decadencia. Los fascistas italianos afirmaban frecuentemente que la Italia moderna era heredera de la Roma antigua y de su legado, por lo que apoyaban la creación de un Imperio Italiano que permitiera proporcionar un spazio vitale para la colonización de colonos italianos, así como el establecimiento de un control sobre el mar Mediterráneo.
Los fascistas promovían el establecimiento de un sistema económico corporativista en el que el empleador y el empleado estuvieran unidos en asociaciones para representar colectivamente a los productores económicos de la nación y trabajar junto al Estado para establecer una política económica nacional. Este sistema económico buscaba acabar con la lucha de clases a través de la cooperación entre clases.
El fascismo italiano se oponía al liberalismo, pero en lugar de buscar una restauración reaccionaria del mundo anterior a la Revolución francesa, que consideraba que se había viciado, este planteaba una visión innovadora. Se oponía de forma radical al marxismo, y en menor medida a movimientos como el conservadurismo reaccionario desarrollado por Joseph de Maistre. Por otro lado, el nacionalismo constituyó una de las principales bases del fascismo italiano, estando íntimamente ligado con el histórico movimiento nacionalista italiano que había llevado a la unificación del país y que a su vez era visto por la población como un paso para alcanzar una Italia moderna.

## Historia

### Formación y ascenso al poder
Fue fundado en Roma el 9 de noviembre de 1921 y supuso la transformación de la organización paramilitar Fasci Italiani di Combattimento en un grupo político más coherente. Los Fasci di Combattimento habían sido fundados por Mussolini en Milán el 23 de marzo de 1919. El PNF fue clave en dirigir y popularizar la ideología de Mussolini. En los primeros años, grupos del PNF llamados Camisas Negras construyeron su base de poder, atacando violentamente a los socialistas y sus instituciones en el área rural del Valle del Po, obteniendo con ello el apoyo de los terratenientes.
Los fascistas conquistaron el poder el 28 de octubre de 1922, al ser nombrado Mussolini jefe de gobierno tras la Marcha sobre Roma por un acuerdo con el rey Víctor Manuel III. Creando una ley electoral que beneficiaba a los ganadores (la Ley Acerbo), el PNF consiguió la mayoría absoluta en las elecciones de abril de 1924, a las que se presentó en coalición con conservadores y liberales dentro de la llamada Lista Nazionale. Este triunfo fue duramente criticado por la oposición que denunció numerosas irregularidades, sobre todo el diputado socialista Giacomo Matteotti, asesinado poco después de sus denuncias.
A principios de 1925, Mussolini eliminó toda pretensión democrática y estableció una dictadura total. A partir de ese momento, el PNF se convirtió en el único partido legal del país; esta situación se formalizó mediante una ley aprobada en 1928, siendo Italia un Estado de partido único hasta el final del régimen fascista en 1943.
Después de la toma del poder, el régimen fascista comenzó a imponer la ideología y simbolismo fascista en todo el país. Ser miembro del PNF fue necesario para obtener un empleo o tener ayuda del gobierno. Los fasces adornaban los edificios públicos, lemas y símbolos fascistas que fueron plasmados en el arte, y se creó un culto a la personalidad en torno a Mussolini como salvador de la nación, siendo llamado "Il Duce" ("El Líder"). El parlamento italiano fue sustituido en sus funciones por el Gran Consejo Fascista, ocupado exclusivamente por miembros de PNF. El PNF promovió el imperialismo italiano en África y la segregación racial y la supremacía blanca de los italianos en las colonias.

### Disolución y reconversión
El Gran Consejo Fascista, a raíz de una solicitud de Dino Grandi, derrocó a Mussolini el 25 de julio de 1943, pidiendo al rey que revocara oficialmente los plenos poderes de Mussolini como primer ministro, cosa que hizo, siendo Mussolini encarcelado; el poder fascista se derrumbó inmediatamente y el 27 de julio el partido fue prohibido oficialmente por el nuevo gobierno italiano liderado por el mariscal Pietro Badoglio.
Después de que la Alemania nazi libera a Mussolini de prisión en la Operación Roble en septiembre de 1943, el PNF fue sucedido por el 13 de septiembre por el Partido Fascista Republicano (PFR), con poder únicamente en la República Social Italiana en el norte de Italia y bajo la protección de Alemania. El nuevo líder del PFR fue Alessandro Pavolini, pero no sobrevivió a la ejecución de Mussolini y la desaparición de la República Social Italiana en abril de 1945.

## Secretarios del PNF
| #  | Imagen | Nombre                                                        | Inicio                  | Final                   |
| -- | ------ | ------------------------------------------------------------- | ----------------------- | ----------------------- |
| 1  |        | Michele Bianchi                                               | 10 de noviembre de 1921 | 13 de octubre de 1923   |
| 2  |        | Francesco Giunta                                              | 13 de octubre de 1923   | 23 de abril de 1924     |
| 3  |        | Quadrumvirate(Forges Davanzati, Rossi, Marinelli, Melchiorri) | 23 de abril de 1924     | 15 de abril de 1925     |
| 4  |        | Roberto Farinacci                                             | 15 de febrero de 1925   | 30 de marzo de 1926     |
| 5  |        | Augusto Turati                                                | 30 de marzo de 1926     | 7 de octubre de 1930    |
| 6  |        | Giovanni Giuriati                                             | 7 de octubre de 1930    | 12 de diciembre de 1931 |
| 7  |        | Achille Starace                                               | 12 de diciembre de 1931 | 31 de octubre de 1939   |
| 8  |        | Ettore Muti                                                   | 31 de octubre de 1939   | 30 de octubre de 1940   |
| 9  |        | Adelchi Serena                                                | 30 de octubre de 1940   | 26 de diciembre de 1941 |
| 10 |        | Aldo Vidussoni                                                | 26 de diciembre de 1941 | 19 de abril de 1943     |
| 11 |        | Carlo Scorza                                                  | 19 de abril de 1943     | 27 de julio de 1943     |

## Resultados electorales
| Cámara de Diputados |            |            |              |         |       |                  |
| Elecciones          | # de votos | % de votos | # de escaños | +/–     | Líder |                  |
| 1921                | 1.260.009  | (#3)       | 19,1         | 37/535  | –     | Benito Mussolini |
| 1924                | 4.653.488  | (#1)       | 64,9         | 375/535 | 338   | Benito Mussolini |
| 1929                | 8.517.838  | (#1)       | 98,4         | 535/535 | 179   | Benito Mussolini |
| 1934                | 10.045.477 | (#1)       | 99,8         | 535/535 | –     | Benito Mussolini |